# Abaj Kunanbaev
Abaj (Абай) Kunanbaev (Құнанбайұлы), detto Ibraghím (Karauyl, 10 agosto 1845 – Karauyl, 6 luglio 1904), è stato un poeta kazako.
Attraverso la composizione di liriche nella lingua nazionale e la traduzione dei grandi classici russi, può essere definito il fondatore della letteratura del proprio Paese.